# Elisa Labardén
Elisa Labardén  fue una joven actriz cinematográfica y teatral argentina del siglo XX.

## Carrera
Labardén trabajó  secundando a figuras del cine nacional como Mirtha Legrand, Roberto Escalada, Jorge Aldao, Hilda Sour, Santiago Arrieta, Paulina Singerman, Mecha Caus, Virginia Romay, Luis Bayón Herrera, Roberto Airaldi, Arturo Bamio, Fernando Campos, Ilde Pirovano, Elisardo Santalla, Miguel Gómez Bao,  entre otros. En su filmografía tuvo un solo rol estelar, en Academia "El Tango Argentino", filme nunca estrenado.
Hizo algunas actuaciones en teleteatros para la pantalla chica y se desempeñó también como presentadora de espectáculos. En el escenario Porteño  se lució con actores de la talla de  César Fiaschi, Nélida Bilbao, Domingo Froio y Noemí Escalada. Integra  en 1947 la Gran Compañía de Revistas Alberto Anchart, revista presentada por Carlos A. Petit, junto a Carlo Buti, Isabelita Hernández, Roberto García Ramos, Nina Marcó, Carmen del Moral, Oscar Villa, Arturo Palito, Tito Climent y Gogó Andreu.

## Cine
- 1938: La ley que olvidaron
- 1939: Mi suegra es una fiera
- 1940: Ha entrado un ladrón
- 1940: Azahares rojos
- 1940: El astro del tango
- 1940: Flecha de oro
- 1941: Boina blanca
- 1941: La mujer del zapatero
- 1941: Soñar no cuesta nada
- 1942: Academia "El Tango Argentino"
- 1943: Safo, historia de una pasión como Teresa
- 1943: Luisito o Una mujer con pantalones
- 1945: El alma de un tango
- 1958: Sin familia[3]

## Televisión
- 1952:Teleteatro del Romance, emitido por Canal 7, con Marcos Zucker, María Duval, Amadeo Novoa, Morenita Galé y Héctor Pasqali.[4]
- 1953: Teleteatro de Morenita Galé y Amadeo Novoa, de Eifel Celesia, junto a Emma Bernal.

## Teatro
- Odioso de mi alma! (1943), comedia de tres actos, con el personaje de María.
- Treinta bocas de mujer (1947)
- Mujeres vienen y van (1941), con la Compañía Cómica de Comedias Musicales de Domingo Froio, estrenada en el Teatro Español. Libro y letras: Jorge Homero, música: Ricardo Devalque y elenco: Froio, Maruja Celimendi, Elvira Remet y Luis Bertona.